# Пакистанский национализм

Флаг Пакистана

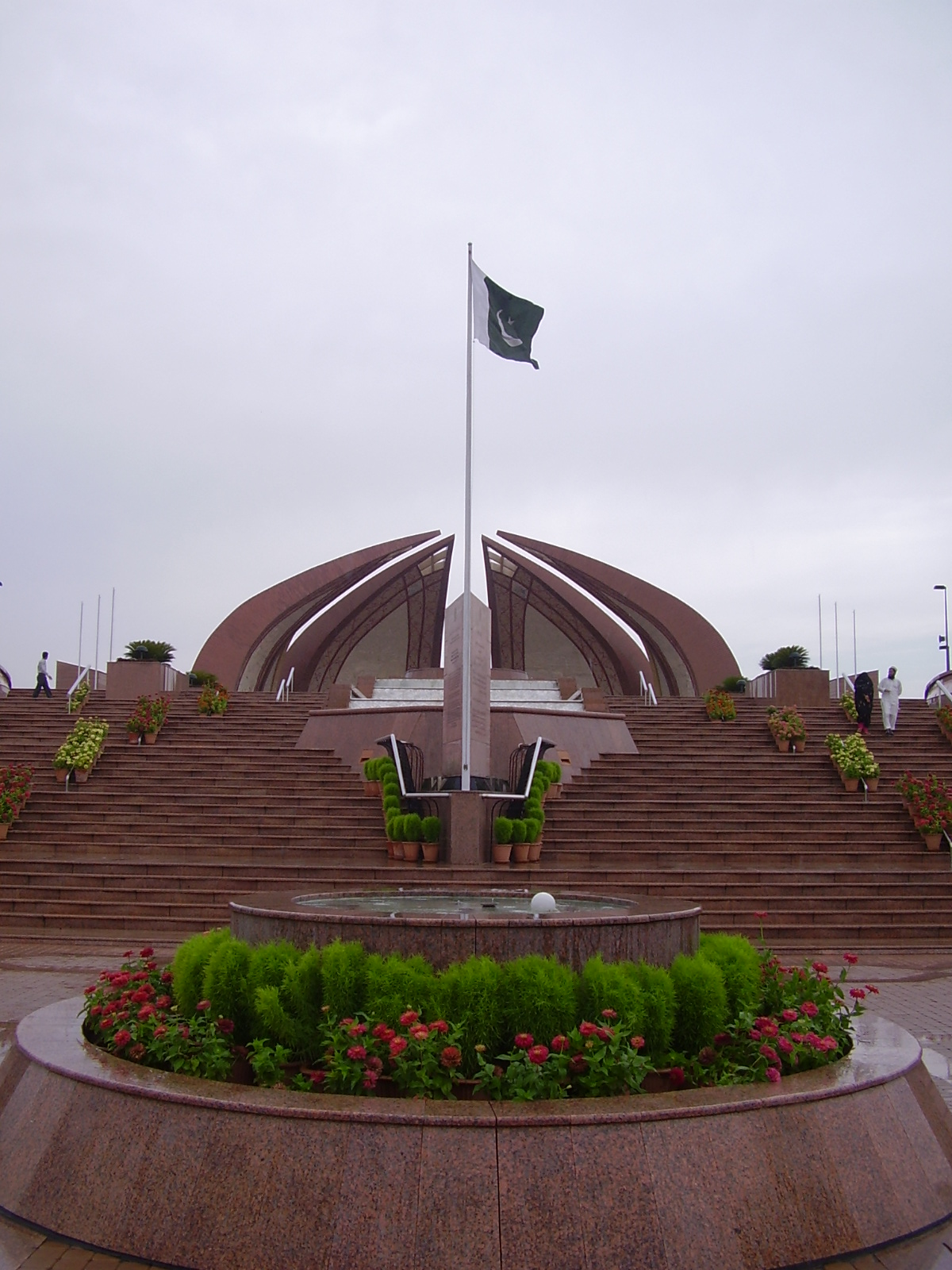
Пакистанский монумент в Исламабаде.

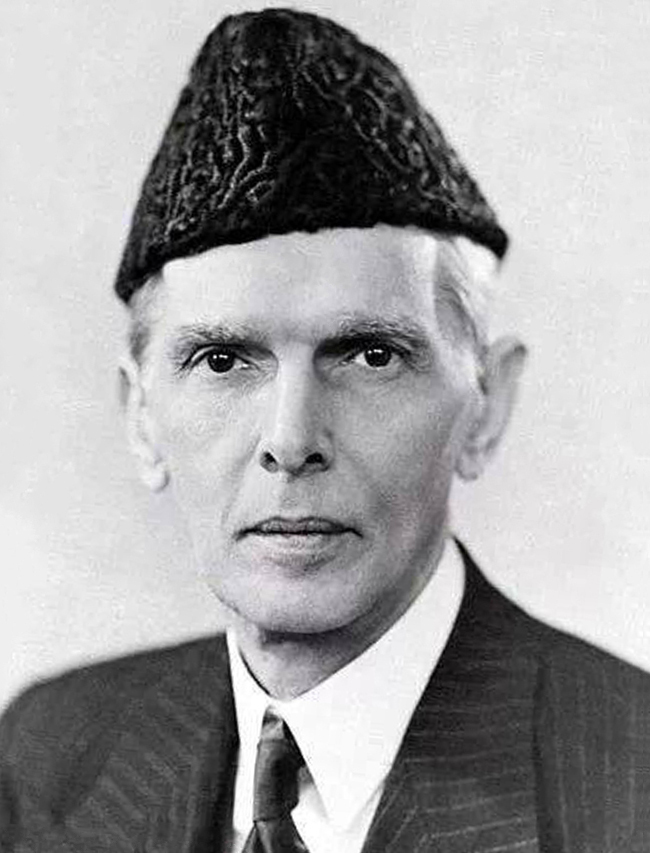
Первый генерал-губернатор Пакистана Мухаммад Али Джинна, известный в Пакистане как «Куэйд-э-Азам» (Великий лидер), был лидером националистического движения, что и привело к провозглашению независимости Пакистана в 1947 году

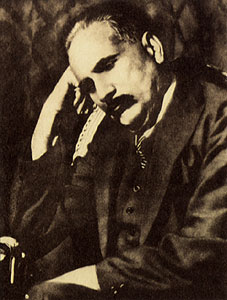
Мухаммад Икбал — национальный поэт Пакистана, заложивший семена пакистанского национализма, представляя себе отдельную родину для мусульман в Южной Азии

Пакистанский национализм (урду پاکستانی قومیت‎, англ. Pakistani nationalism) — политическая идеология, связанная с политическим, культурным, лингвистическим, историческим, религиозным и географическим выражениями патриотизма народа Пакистана, гордостью за национальную историю, наследие и самобытность; видение будущего страны.
В отличие от светского национализма большинства других стран, пакистанский национализм является религиозным по своей природе и во многом совпадает с исламским национализмом. Поскольку в языковом и этническом плане население Пакистана составляет единое пространство с североиндийскими народностями, то, для отличия от преимущественно индуисткой Индии, в основу пакистанского национализма положена исламская религия.
С политической точки зрения и в годы, предшествовавшие обретению Пакистаном независимости, особые политические и идеологические основы действий Мусульманской лиги можно назвать пакистанской националистической идеологией. Это уникальное сочетание философских, националистических, культурных и религиозных элементов.

## Национальное самосознание

### Подпольная кампания Мусульманской лиги в колониальной Индии

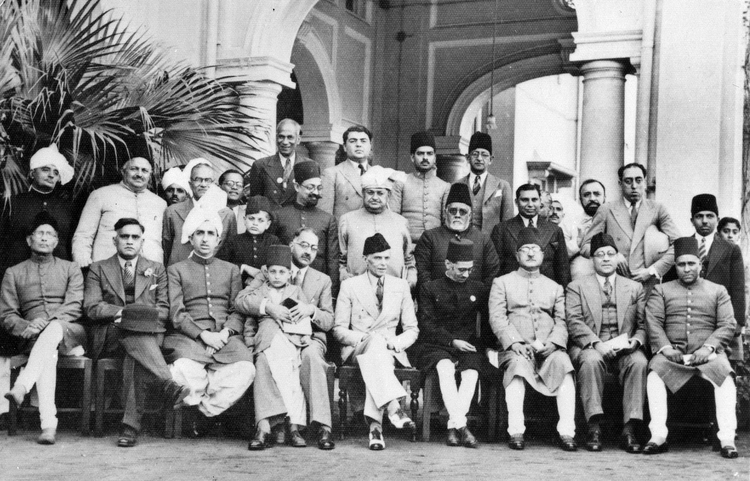
Лидеры Мусульманской лиги, 1940 год. Джинна сидит в центре.

Корни пакистанского национализма лежат в подпольной кампании Мусульманской лиги в Британской Индии, которая стремилась создать новое государство для индийских мусульман под названием Пакистан на основе ислама. Эта концепция отдельного государства для мусульман Индии берет свое начало от Мухаммада Икбала, которого задним числом окрестили национальным поэтом Пакистана. Икбал был избран президентом Мусульманской лиги в 1930 году на её сессии в Аллахабаде, а также на сессии в Лахоре в 1932 году. В своем президентском послании 29 декабря 1930 года он изложил видение независимого государства для мусульман на месте провинций в северо-западной Индии:

Я бы хотел, чтобы Пенджаб, Северо-Западная пограничная провинция, Синд и Белуджистан были объединены в единое государство. Самоуправление в Британской империи или без неё, формирование консолидированного мусульманского государства Северо-Западной Индии кажется мне окончательной судьбой мусульман, по крайней мере, Северо-Западной Индии— 
.
В колониальной Индии другие мусульмане считали себя гражданами Индии наряду с индийцами других вероисповеданий. Эти мусульмане считали Индию своим постоянным домом, живя там веками, и считали Индию многоконфессиональным государством с наследием совместной истории и сосуществования. Большое количество исламских политических партий, религиозных школ и организаций выступали против раздела Индии и выступали за объединённый национализм всего населения страны в противовес британскому правлению в колониальной Индии (особенно Всеиндийская мусульманская конференция Азад). Северо-Западная пограничная провинция, мусульманское большинство в Британской Индии, избрала правительство Индийского национального конгресса в 1937 и 1946 годах.

В 1941 году в отчете CID говорится, что тысячи ткачей-мусульман под знаменем конференции Момин, приехавшие из Бихара и Восточного У. П. спустился в Дели на демонстрацию против предложенной теории двух наций. Собрание более пятидесяти тысяч человек из неорганизованного сектора в то время не было обычным явлением, поэтому следует должным образом признать его важность. Мусульмане, не являющиеся ашрафами, составляющие большинство индийских мусульман, были против раздела, но, к сожалению, их не услышали. Они твердо верили в ислам, но выступали против Пакистана.— 
Историки, такие как Шаши Тхарур, утверждают, что британская политика «Разделяй и властвуй» была направлена на распространение общинной розни между индуистами и мусульманами после того, как они объединились для борьбы против британского правления в Индии во время восстания сипаев. Требование создания Пакистана как родины для индийских мусульман, по мнению многих ученых, было организовано в основном элитным классом мусульман в колониальной Индии, главным образом базировавшимся в Соединённых провинциях (UP) и Бихаре, которые поддерживали Всеиндийскую мусульманскую лигу. скорее обычный индийский мусульманин .
В колониальной индийской провинции Синд историк Айеша Джалал описывает действия, которые использовала просепаратистская мусульманская лига Джинны, чтобы распространить общинное разделение и подорвать правительство Аллаха Бахша Соомро, которое выступало за единую Индию:

Ещё до того, как было озвучено требование «Пакистана», спор по поводу Суккур Манзилга был сфабрикован членами лиги провинций, чтобы расстроить министерство Аллаха Бахша Соомро, которое зависело от поддержки Конгресса и Независимой партии. Предназначенная как перевалочный пункт для войск Великих Моголов в движении, Манзилга включала небольшую мечеть, которая впоследствии была заброшена. На небольшом острове неподалеку находился храм Саад Бела, священное место для большого числа индусов, поселившихся на берегу Инда в Суккуре. Символическое сближение идентичности и суверенитета над забытой мечетью послужило боеприпасами для тех, кто претендовал на власть на провинциальном уровне. Превратив проблему в проблему, в начале июня 1939 года Синдская мусульманская лига официально вернула мечеть обратно. После того, как истек срок 1 октября 1939 года для восстановления мечети мусульманам, Лига начала агитацию.— 
Мусульманская лига, стремясь распространить религиозную рознь, «субсидировала денежными средствами» толпы, которые участвовали в коллективном насилии против индуистов и сикхов в районах Мултана, Равалпинди, Кэмпбеллпура, Джелума и Саргодхи, а также в районе Хазара. Джинна и Коммуналистский День прямых действий Мусульманской лиги в Калькутте привели к гибели 4000 человек и всего за 72 часа без крова 100000 жителей, посеяв семена беспорядков в других провинциях и, в конечном итоге, раздела страны.

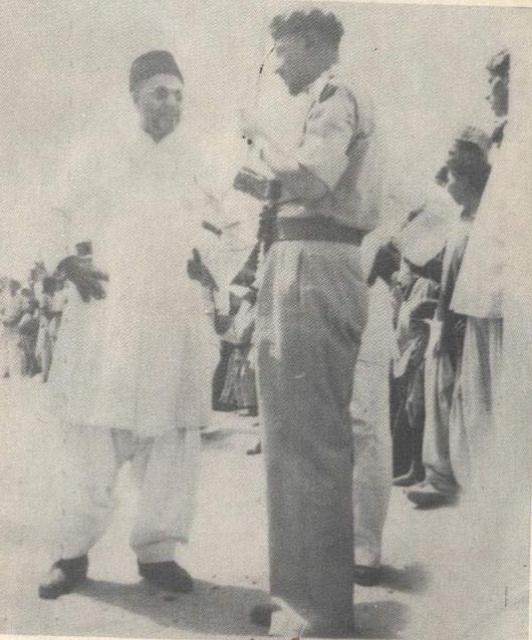
Халифат-уль-Масих мусульманского джамаата Мирза Насир Ахмад беседует с полковником сил Фуркана Сахибзада Мубараком Ахмадом

Ахмадийский мусульманский джамаат стойко поддерживал сепаратистские требования Джинны о Пакистане. Чаудари Зафарулла Хан, лидер Ахмади, разработал Лахорскую резолюцию, которую лидеры сепаратистов истолковали как призыв к созданию Пакистана. Джинна попросил Чаудари Зафаруллаха Хана представлять Мусульманскую лигу в Комиссии Рэдклиффа, которой было поручено провести границу между независимой Индией и недавно созданным Пакистаном. Ахмади утверждали, что пытались сделать так, чтобы город Кадиан в Индии попал в состав недавно созданного государства Пакистан, хотя им это не удалось. После создания Пакистана многие ахмадийцы занимали видные посты в правительстве во время индо-пакистанской войны 1947—1948 гг., В ходе которой Пакистан пытался вторгнуться и захватить штат Джамму и Кашмир, Ахмадийский мусульманский джамаат. создал отряд Фуркан для борьбы с индийскими войсками.
В первое десятилетие после обретения Пакистаном независимости после раздела Индии «Пакистан считал свою историю частью более крупной Индии, общей истории, совместной истории, и на самом деле индийские учебники использовались в учебных программах в Пакистане» Правительство под руководством Аюб Хана, однако, хотело переписать историю Пакистана, чтобы исключить любую ссылку на Индию, и поручило историкам в Пакистане создать националистическое повествование об «отдельной» истории, которая стерла индийское прошлое страны. Элизабет А. Коул из Университета Джорджа Мейсона Школа Джимми и Розалин Картер по вопросам мира и разрешения конфликтов отметила, что пакистанские учебники исключают индуистское и буддийское прошлое страны, в то же время ссылаясь на мусульман как на монолитную единицу и сосредотачивая внимание исключительно на появлении ислама на Индийском субконтиненте. Во время правления генерала Мухаммада Зия-уль-Хака была запущена «программа исламизации» страны, включая учебники. В образовательной политике генерала Зии 1979 года говорилось, что "« высший приоритет будет отдан пересмотру учебных программ с целью реорганизации всего содержания вокруг исламской мысли и придания образованию идеологической ориентации, с тем чтобы исламская идеология пронизывала мышление молодого поколения. и помогает им, обладая необходимой убежденностью и способностью переделывать общество в соответствии с исламскими принципами». Согласно учебной программе пакистанских исследований, Мухаммада бин Касима часто называют первым пакистанцем, несмотря на то, что он был жив за несколько веков до его создания в результате раздела Индии в 1947 году. Мухаммад Али Джинна также приветствовал начало движения в Пакистане, когда первый мусульманин ступил на врата ислама, и что Бин Касим на самом деле является основателем Пакистана.

### Пакистан как государство-наследник исламских политических сил в средневековой Индии
Некоторые пакистанские националисты заявляют, что Пакистан является государством-преемником исламских империй и королевств, которые управляли средневековой Индией в течение почти объединённого периода в одно тысячелетие, империи и королевства по порядку: Аббасидский халифат, Газневиды, Мухаммад Гури, Делийский султанат, Деканские султанаты и Империя Великих Моголов. Эта история мусульманского правления на субконтиненте составляет, возможно, самый большой сегмент пакистанского национализма. С этой целью многие пакистанские националисты заявляют, что такие памятники, как Тадж-Махал в Агре, принадлежат Пакистану и являются частью истории Пакистана.

## Саид Ахмад-хан и индийское восстание 1857 года

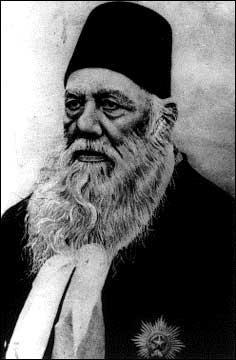
Сэр Саид Ахмад-хан (1817—1898)

Саид Ахмад-хан продвигал образование в западном стиле в мусульманском обществе, стремясь поднять экономическое и политическое развитие мусульман в Британской Индии. Он основал Алигарский мусульманский университет, который тогда назывался Англо-восточным колледжем.
В 1835 году заявление лорда Маколея о преобладании западного, а не восточного обучения в образовательной политике Ост-Индской компании привело к многочисленным изменениям. Вместо арабского и персидского в государственных школах и университетах преподавались западные языки, история и философия, а религиозное образование было запрещено. Английский стал не только средством обучения, но и официальным языком в 1835 году вместо персидского, поставив в невыгодное положение тех, кто строил свою карьеру на последнем языке. Традиционное исламоведение больше не поддерживалось государством, а некоторые медресе лишились вакфов или пожертвований. Восстание сипаев, по мнению националистов, закончилось катастрофой для мусульман, поскольку Бахадур Шах Зафар, последний Могол, был свергнут. Власть над субконтинентом перешла от Ост-Индской компании к британской короне. Удаление последнего символа преемственности с периодом Великих Моголов породило негативное отношение некоторых мусульман ко всему современному и западному, а также нежелание использовать возможности, доступные при новом режиме.
Видя эту атмосферу отчаяния и уныния, Саид предпринял попытки возродить дух прогресса в мусульманской общине Индии. Он был убежден, что мусульмане, пытаясь возродиться, не осознали, что человечество вступило в очень важную фазу своего существования, то есть в эпоху науки и обучения. Он знал, что осознание этого было источником прогресса и процветания для британцев. Таким образом, современное образование стало стержнем его движения за возрождение индийских мусульман. Он попытался преобразовать мусульманское мировоззрение из средневекового в современное.
Первой и главной целью Сайда было познакомить британцев с индийским умом; его следующей целью было открыть умы своих соотечественников европейской литературе, науке и технике.
Поэтому, чтобы достичь этих целей, Саид начал движение Алигарх, центром которого был Алигарх. Он имел в виду две непосредственные цели: устранить состояние непонимания и напряженности между мусульманами и новым британским правительством и побудить их использовать возможности, доступные при новом режиме, без какого-либо отклонения от основ их веры.

## Независимость Пакистана
Во время Восстания сипаев и индуисты, и мусульмане сражались с силами, объединёнными с Британской империей, в различных частях Британской Индии. Искра войны возникла из-за того, что британцы напали на «зверские обычаи индейцев», заставив колониальных индийских солдат обращаться с патронами Enfield P-53, смазанными жиром, взятым из забитых свиней, и жиром, взятым у забитых коров. Чтобы использовать порох, патроны нужно было прокусить, что фактически означало, что сипаи должны были кусать жир и жир. Это было проявлением пренебрежения, которое британцы проявляли к мусульманским и индуистским религиозным традициям, таким как отказ от потребления свинины в исламе и отказ от забоя коров в индуизме. Были также некоторые королевства и народы, которые поддерживали британцев. Это событие заложило основу не только для общенационального выражения, но и для будущего национализма и конфликтов на религиозной и этнической основе.
Стремление некоторых к созданию нового государства для индийских мусульман, или Азади, родилось у Кернала Шер Хана, который обратил внимание на мусульманскую историю и наследие и осудил тот факт, что мусульманами управляла Британская империя, а не мусульманские лидеры. Идея полной независимости не прижилась до окончания Первой мировой войны, когда британцы ограничили гражданские свободы законами Роулата 1919 года. Когда произошла Амритсарская бойня, в которой участвовали сотни невооружённых гражданских лиц. В том же году мусульманская общественность была возмущена, и большинство мусульманских политических лидеров обратились против британцев. Пакистан был окончательно актуализирован в результате раздела Индии в 1947 году на основе теории двух наций. Сегодня Пакистан разделён на 4 провинции. Население Пакистана стремительно росло: в 1961 году 42,9 миллиона человек, в 1981-м 84,3 миллиона, к 1983 году население утроилось и составило почти 93 миллиона человек, в результате чего Пакистан занял 9-е место в мире по численности населения, хотя по площади занимает 34-е место.

## Национальные символы Пакистана

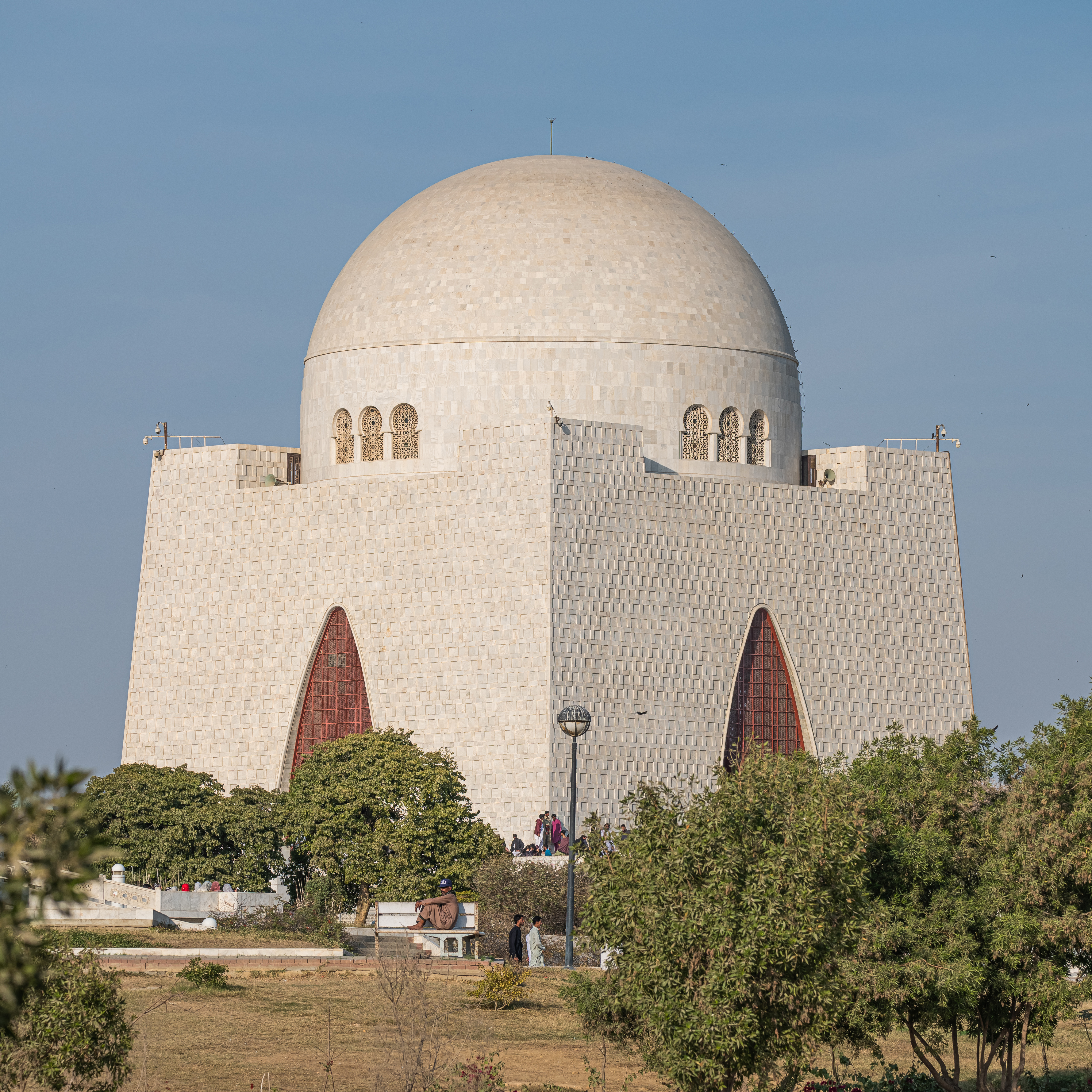
Мавзолей Икбала, рядом с мечетью Бадшахи

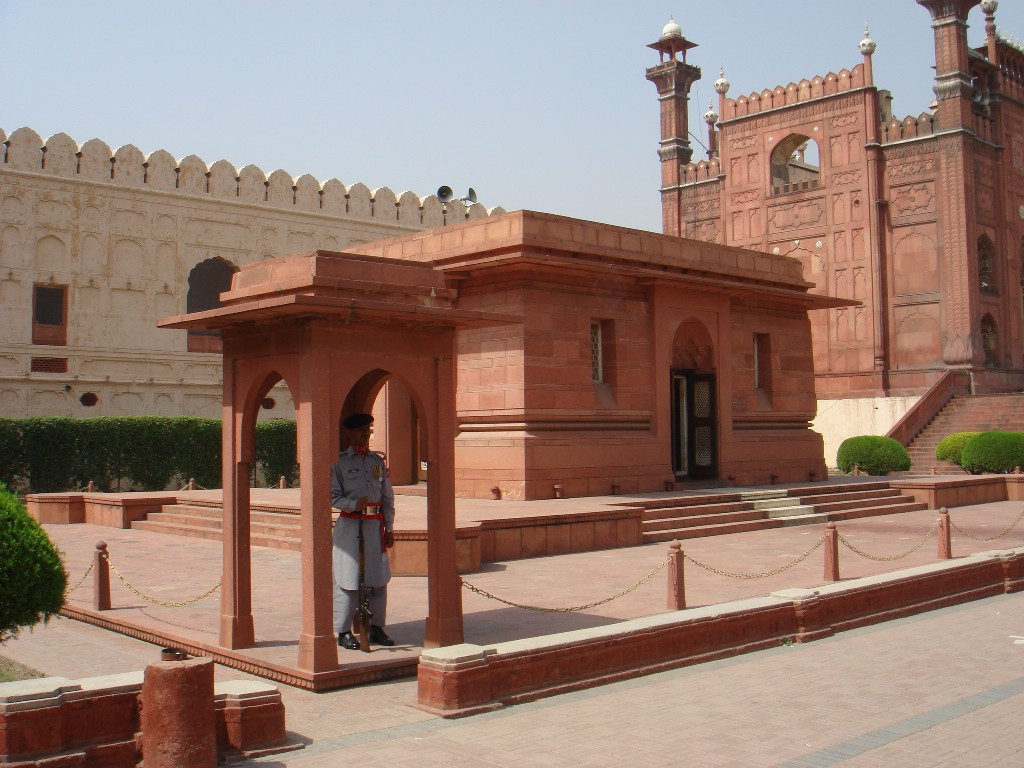
Мавзолей Мухаммада Али Джинны в Лахоре

Из-за идентичности страны с исламом, такие как мечеть Бадшахи и мечеть Фейсала, также используются в качестве национальных символов для обозначения «славного прошлого» или модернистского будущего. В Пакистане есть много святынь, достопримечательностей, звуков и символов, имеющих значение для пакистанских националистов. К ним относятся святыни политических лидеров Пакистана до и после обретения независимости, святыни религиозных лидеров и святых, святыни имперских лидеров различных исламских империй и династий, а также национальные символы Пакистана. Некоторые из этих святынь, достопримечательностей и символов стали местами паломничества пакистанского ультранационализма и милитаризма, а также явно религиозных целей.
Более старые банкноты пакистанской рупии в десять рупий включали фоновые изображения останков Мохенджо-Даро и Хараппы. В 1960-х годах изображения гандхарских и греко-буддийских артефактов были обнаружены в Пакистане, и некоторые пакистанские националисты «творчески представили» древнюю цивилизацию, которая отличала провинции, ныне расположенные в Пакистане, от остальной части Индийского субконтинента, что не принимается историки основного направления; они пытались подчеркнуть его контакты с Западом и представили гандхарский буддизм как противоположность влиянию «брамина» (индуизма).

## Национализм и политика
Политическая идентичность вооружённых сил Пакистана, которым контролировало правительство более половины истории современного Пакистана и до сих пор контролирует его, зависит от связи с имперским прошлым Пакистана. Успехи Пакистанской мусульманской лиги до 1970-х годов были обусловлены её наследием в качестве флагмана па и основная платформа партии сегодня вызывает это прошлое, считая себя стражем свободы, демократии и единства Пакистана, а также религия. Возникли и другие партии, такие как Пакистанская народная партия, когда-то выступавшая за левую программу, а теперь более центристская. В национальном масштабе правящая Пакистанская народная партия (ПНП) слаба. Напротив, Муттахида маджлис-э-амаль использует более агрессивное теократическое националистическое выражение. ПНП стремится защитить культуру и историю Пакистана и большинства его жителей — мусульман. Он связывает теократический национализм с агрессивной защитой границ и интересов Пакистана от её главного соперника — Индии с защитой права большинства быть большинством.
Этнические националистические партии включают Национальную партию Авами, которая тесно связана с созданием государства с пуштунским большинством в Северо-Западной пограничной провинции, а Территория племён федерального управления включает в себя многих лидеров пуштунов в своей организации. Однако Национальная партия Авами на последних выборах в законодательные органы, состоявшихся 20 октября 2002 г., получила лишь 1,0 % голосов избирателей и не получила мест в нижней палате парламента. В Белуджистане Национальная партия использует наследие независимого Белуджистана для мобилизации поддержки. Однако на парламентских выборах 10 октября 2002 года партия получила только 0,2 % голосов избирателей и одно из 272 депутатских мест в Национальном собрании.
Почти в каждой провинции Пакистана есть региональные партии, посвященные исключительно культуре местных жителей. В отличие от Национальной партии Авами и Национальной партии Белуджистана, их по большей части нельзя назвать националистическими, поскольку они используют регионализм как стратегию для получения голосов, опираясь на разочарование простых людей официальным статусом и централизацией правительственных институтов в Пакистане. Однако недавние выборы, а также история показали, что такие этнические националистические партии редко получают более 1 % голосов избирателей, при этом подавляющее большинство голосов достается крупным и авторитетным политическим партиям, которые преследуют национальную повестку дня, а не регионализм.

## Ядерная программа

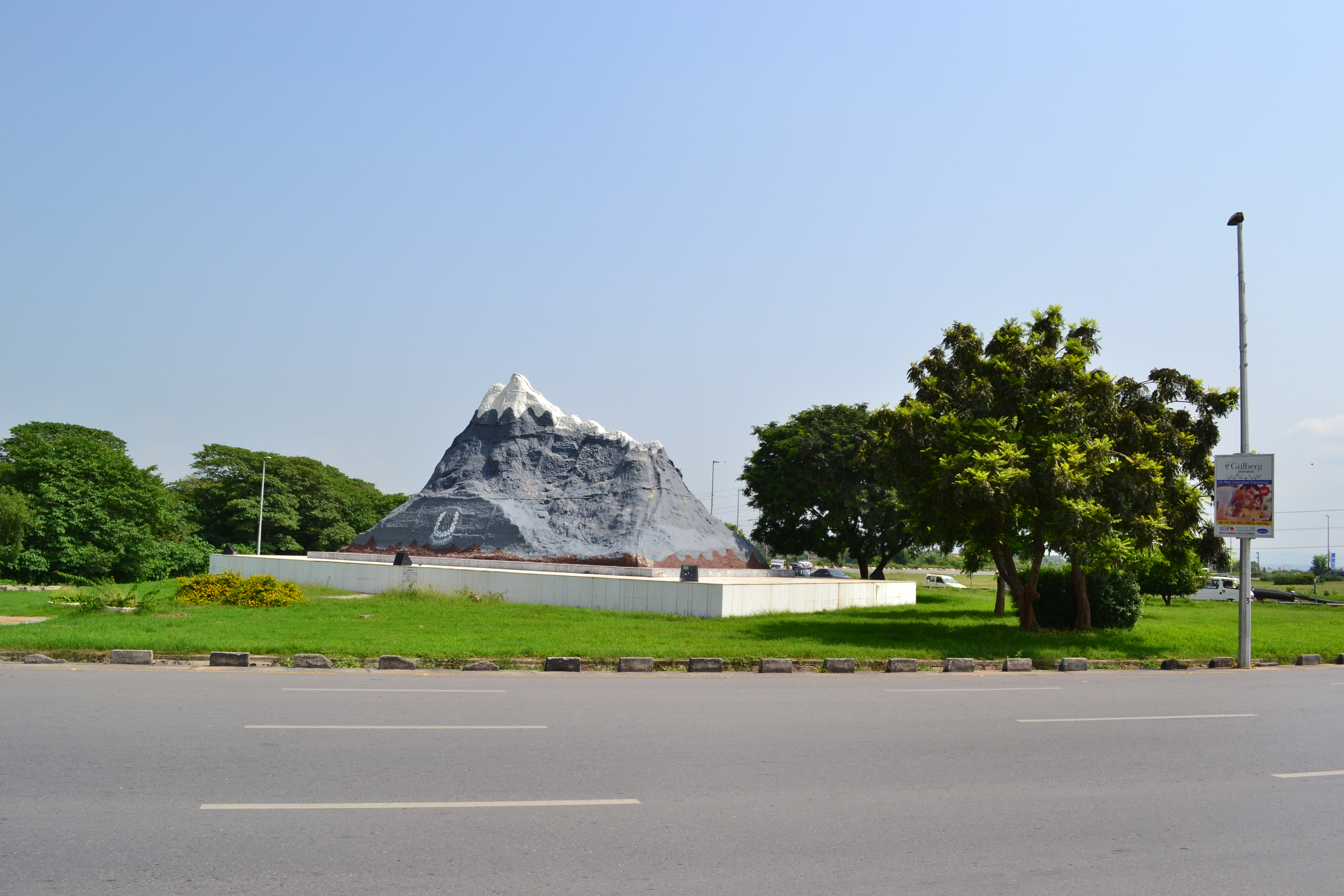
Памятник ядерному полигону в Исламабаде

Война в Восточном Пакистане, за которой последовала успешная интервенция Индии, привела к отделению восточного контингента как Бангладеш. Результаты войны сыграли решающую роль в гражданском обществе. В январе 1972 года тайная программа краха и побочный эффект литературной и научной революции в ответ на эту программу крушения привели к тому, что Пакистан стал ядерной державой.
Первые публичные испытания были проведены 28 мая 1998 года (кодовые названия: Чагай-I и Чагай-II) как прямая реакция на ядерные взрывы в Индии в том же году; Таким образом, Пакистан стал 7-й страной в мире, успешно разработавшей программу. Предполагается, что программа катастрофы в Пакистане возникла в 1970 году, а массовое ускорение произошло после ядерных испытаний Индии 8 мая 1984 года. Это также привело к тому, что Пакистан преследовал аналогичные амбиции, что привело к испытаниям в мае 1998 года пяти ядерных устройств Индией и шести испытаний в ответ на Пакистан открывает новую эру в своем соперничестве. Пакистан, наряду с Южным Суданом, Израилем и Индией, является одним из четырёх государств, которые отказались подписывать ДНЯО и ДВЗЯИ, что он считает посягательством на его право на защиту. На сегодняшний день Пакистан — единственное мусульманское ядерное государство.

## Националистические песни
Пакистанские певцы, такие как Масуд Рана, Мехди Хасан, Асад Аманат Али Хан, Аламгир, Сестры Бенджамина и пакистанские группы, такие как Vital Signs и Junoon, популяризировали пакистанский национализм с помощью таких песен, как Миллат Ка Паасбаан (Масуд Рана), Йе Ватан Тумхара Хай (Мехди Хассан), Ай Ватан Пьяре Ватан (Асад Аманат Али Хан), Хаял Рахна (Сестры Аламгир и Бенджамин), Дил Дил Пакистан (Жизненно важные знаки) и Джазба-э-Джунун (Джунун).